# Iunius Mauricus
Iunius Mauricus (fl. 68–107 n. Chr.) war ein römischer, republikanisch gesonnener Senator der zweiten Hälfte des 1. Jahrhunderts aus italischer Familie wahrscheinlich aus Norditalien.

## Familie
Iunius Mauricus gehörte zur Gens Iunia Rustica. Sein Bruder war der Suffektkonsul von 92 n. Chr., Quintus Iunius Arulenus Rusticus, wie er ein überzeugter Stoiker. Sein Vater oder wohl eher Großvater war wahrscheinlich der 29 n. Chr. noch lebende Senator Iunius Rusticus, der unter Kaiser Tiberius die Senatsakten redigierte. Neben seinen eigenen kümmerte er sich auch um die Kinder seines 93 n. Chr. getöteten Bruders.

## Politisches Leben
Während der Regierungszeit Neros (37–68 n. Chr.) wurde er Senator. In der Übergangszeit zu Neros Nachfolger wurde er von Plutarch das erste Mal erwähnt. Dieser schreibt, dass Mauricus mutig im Senat das Wort erhob, um sich ironisch gegen den nach dem Sturz des Nero 68 n. Chr. kurzzeitig mächtigen Prätorianerpräfekten Gaius Nymphidius Sabinus zu positionieren. Iunius Mauricus wurde wie sein Bruder einer Gruppe von stoisch-republikanischen Senatoren zugerechnet, die den monarchischen Tendenzen der jeweiligen Zeitläufte kritisch gegenüber standen. Das erforderte Mut und war unter vielen Senatoren der damaligen Zeit nicht sehr verbreitet. Nachdem Domitian 92 n. Chr. noch Mauricus’ Bruder als Suffektkonsul akzeptiert hatte, kam es 93 n. Chr. zum Eklat. Die wachsenden monarchischen Tendenzen der Regierung Domitians provozierten den Widerstand einer Gruppe um Herennius Senecio, Helvidius Priscus und die beiden iunischen Brüder. Einzelheiten sind dabei jedoch nicht bekannt. Im Laufe des Konflikts wurde Iunius Arulenus Rusticus getötet und Mauricus verbannt. Aus einem Plinius-Brief wissen wir, dass sich um 97 n. Chr. die politischen Verhältnisse so weit beruhigt hatten, dass Mauricus nach Rom zurückkehren konnte. Edmund Groag nimmt an, dass Iunius Mauricus danach Konsular gewesen sei, da er zum Führungskreis um Nerva gehörte und im Consilium des Trajan saß. Ein Konsulat oder eine Funktion im Range eines Konsulars lassen sich aber in den Quellen nicht nachweisen.

## Umgang mit einer schwierigen Vergangenheit
Zu seinen Freunden zählte Edmund Groag 1918 neben den oben genannten Personen der stoisch-orientierten Gruppe auch berühmte Schriftsteller wie Plinius den Jüngeren und Publius Cornelius Tacitus. Alle drei beurteilten die Zeit des Domitian jedoch sehr unterschiedlich: Mauricus war der ehemalige Widerständler, der den Tod des Bruders und seine eigene Verbannung erlebt hatte, und verurteilte daher die Kollaboration als Verletzung der senatorischen dignitas, Würde. Plinius versuchte über die Belobigung des Mauricus seine eigene Position während der Gewaltherrschaft zu verdecken, während Tacitus mit der Schrift über seinen Schwiegervater Gnaeus Iulius Agricola bekundete, dass die eigentlich patriotische Haltung zur Bewahrung seiner dignitas, seiner Würde, die Arbeit für die auch unter despotischen Herrschern fortgesetzte Arbeit für die res publica und das imperium romanum sei.

## Urteile
Drei zeitgenössische Urteile über Iunius Mauricus sind besonders aussagekräftig. Zum einen das Urteil von Plinius dem Jüngeren: er lobt ihn als einen vir gravis, prudens, multis experimentis eruditus, einen bedeutenden, intelligenten und äußerst erfahrenen Mann, von dem man sich gerne beraten lasse. Der Dichter Martial hebt seine aequitas (Gerechtigkeit) hervor und Plutarch hält ihn für einen der besten Männer in der politischen Szene: Μαύρικον, ἄνδρα τῶν ἀρίστων καὶ ὄντα καὶ δοκοῦντα – „Mauricus, ein Mann, der sowohl einer der Besten war als auch so erschien“.